# Камара, Максим
Мамадуба Ямадор (Максим) Камара (фр. Mamadouba Yamador Camara; 4 февраля 1945, Конакри — 29 марта 2016, Рабат) — гвинейский футболист, полузащитник. Участник летних Олимпийских игр 1968 года, Кубка африканских наций 1970 и 1974 годов.

## Биография
В 1960-х и 1970-х годах играл за клуб «Хафия». Вместе с командой выиграл Африканский Кубок чемпионов 1972.
В 1968 году главный тренер национальной сборной Гвинеи Наби Камара вызвал Камара на летние Олимпийские игры в Мехико. В команде он получил 11 номер. В своей группе Гвинея заняла последнее четвёртое место, уступив Колумбии, Мексики и Франции. Мамадуба Камара на турнире сыграл в трёх матчах и забил один гол в ворота Франции.
В 1970 году участвовал на Кубке африканских наций, который проходил в Судане. Сборная Гвинеи заняла предпоследнее третье место в своей группе, обогнав Конго и уступив Гане и Объединённой Арабской Республике. Камара сыграл в трёх играх данного турнира.
Летом 1972 года в составе команды Африки участвовал на товарищеском турнире Кубке независимости Бразилии.
В 1974 году участвовал на Кубке африканских наций, который проходил в Египте. Сборная Гвинеи заняла предпоследнее третье место в своей группе, обогнав Маврикий и уступив Заиру и Конго. Камара сыграл в трёх играх данного турнира.
По данным на 2010 год он был парализован и жил в Марокко. Скончался 29 марта 2016 года. Камара был женат на дочери президента Гвинеи Ахмеда Секу Туре.